# Chiesa della Madonna di Bonaria (Sant'Andrea Frius)
La chiesa della Madonna di Bonaria è una chiesa campestre situata nelle immediate vicinanze di Sant'Andrea Frius, centro abitato della Sardegna meridionale. Venne costruita nell'anno 1963 grazie alla donazione del terreno su cui sorge la chiesa da parte della famiglia Cocco di Sant'Andrea Frius. Consacrata al culto cattolico dall'allora arcivescovo di Cagliari Giuseppe Mani nell'anno 2003, a seguito di lavori di restauro in quanto la chiesa si presentava in uno stato fatiscente; fa parte della parrocchia di Sant'Andrea, arcidiocesi di Cagliari. Il 15 settembre 2008, presiede la cerimonia di Dedicazione della chiesetta e dell'altare in marmo l'arcivescovo di Cagliari Giuseppe Mani.
Nella chiesa (in genere nell'anfiteatro adiacente) viene celebrata la messa in occasione dei festeggiamenti in onore a Nostra Signora di Bonaria, che in genere si tengono la prima domenica di settembre, oltre che nel giorno liturgico della Madonna di Bonaria (24 aprile).